# السرجاء (شرس)

تعديل مصدري - تعديل

السرجاء هي إحدى قرى عزلة شرس الاعلى بمديرية شرس التابعة لمحافظة حجة، بلغ تعداد سكانها 373 نسمة حسب تعداد اليمن لعام 2004.